# Garidech
Garidech – miejscowość i gmina we Francji, w regionie Oksytania, w departamencie Górna Garonna.
Według danych na rok 1990 gminę zamieszkiwało 698 osób, a gęstość zaludnienia wynosiła 98 osób/km² (wśród 3020 gmin regionu Midi-Pyrénées Garidech plasuje się na 466. miejscu pod względem liczby ludności, natomiast pod względem powierzchni na miejscu 1317.).

## Zabytki

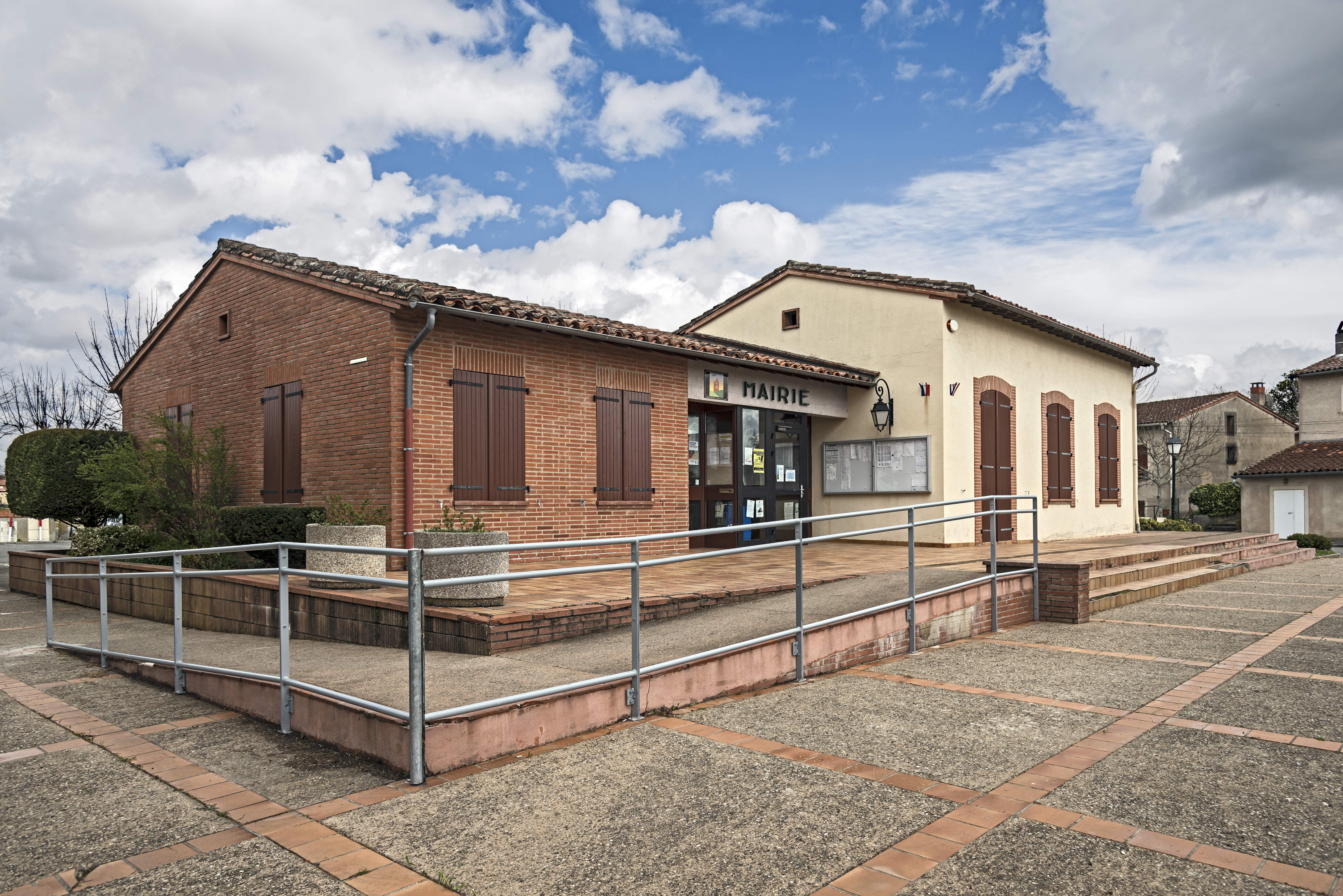
Ratusz;
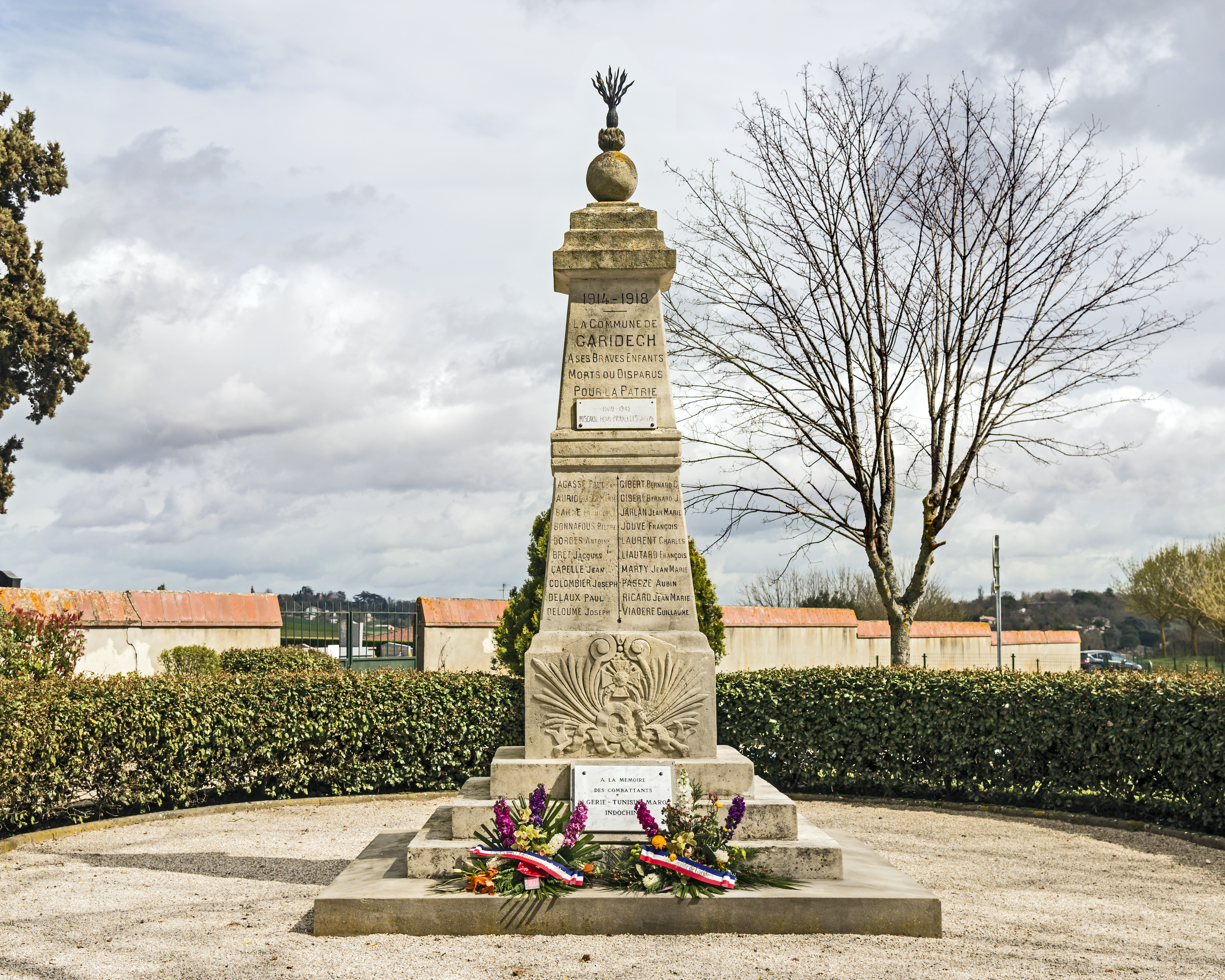
Pomnik wojny;
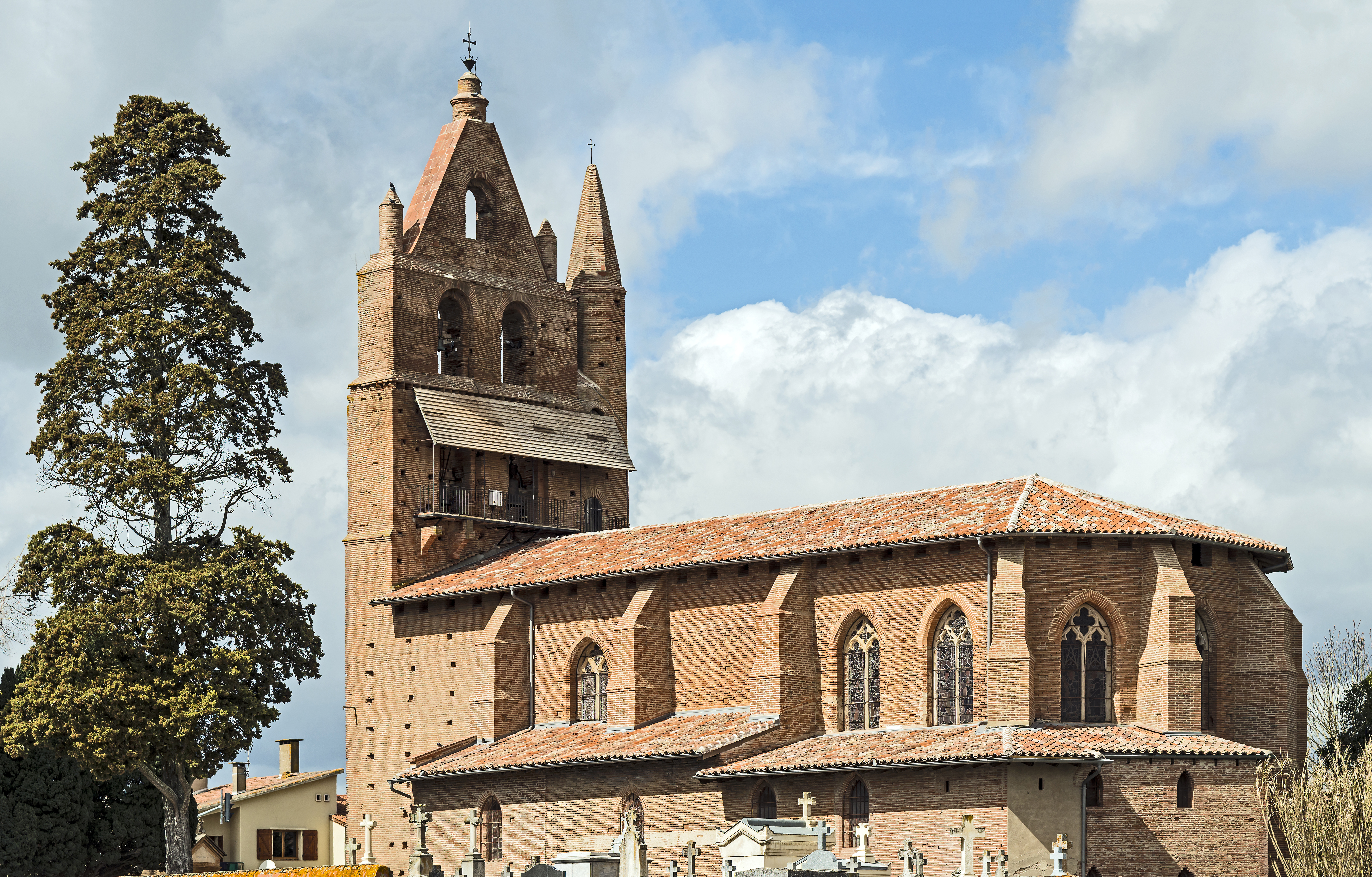
Kościół;
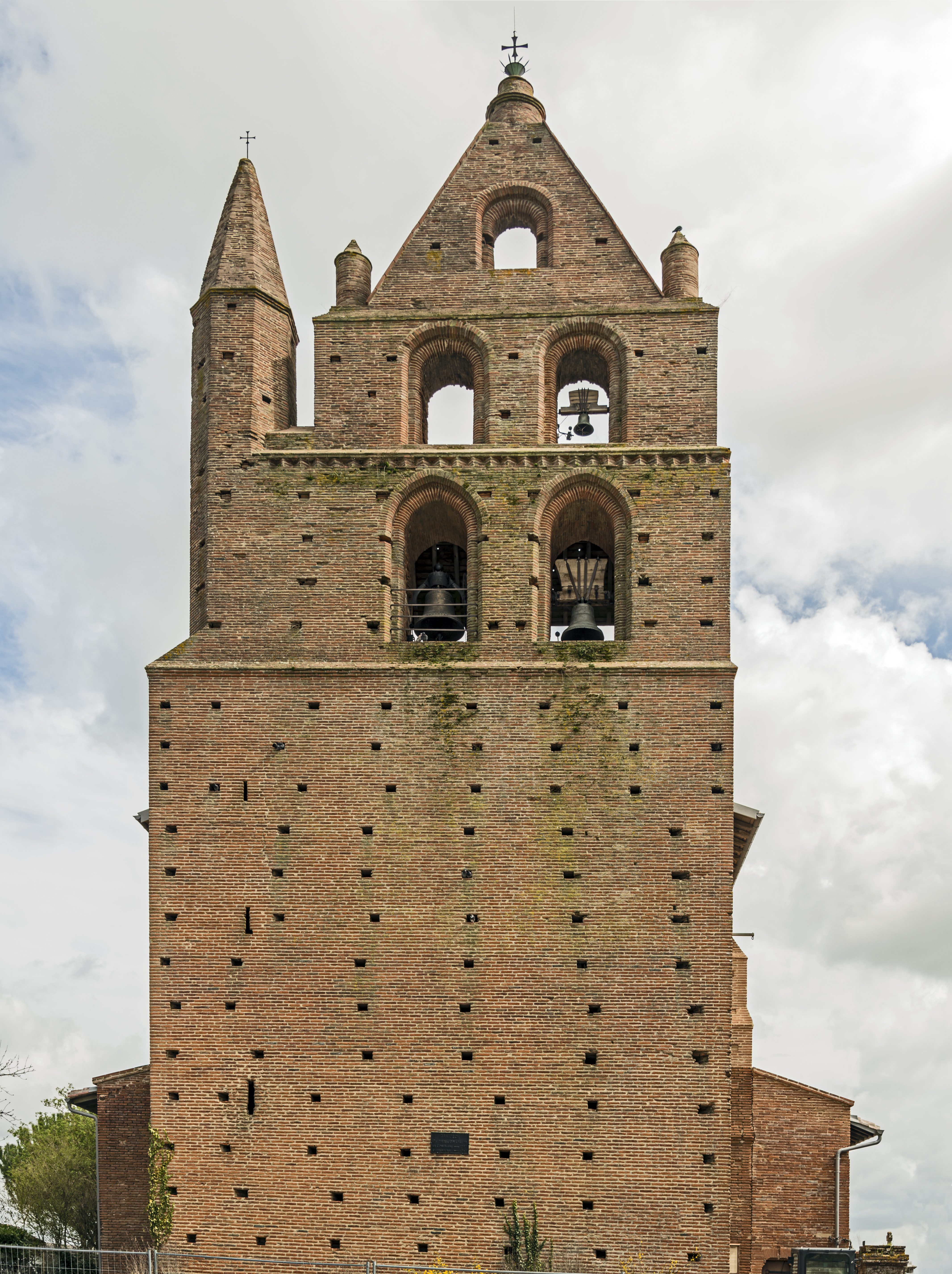
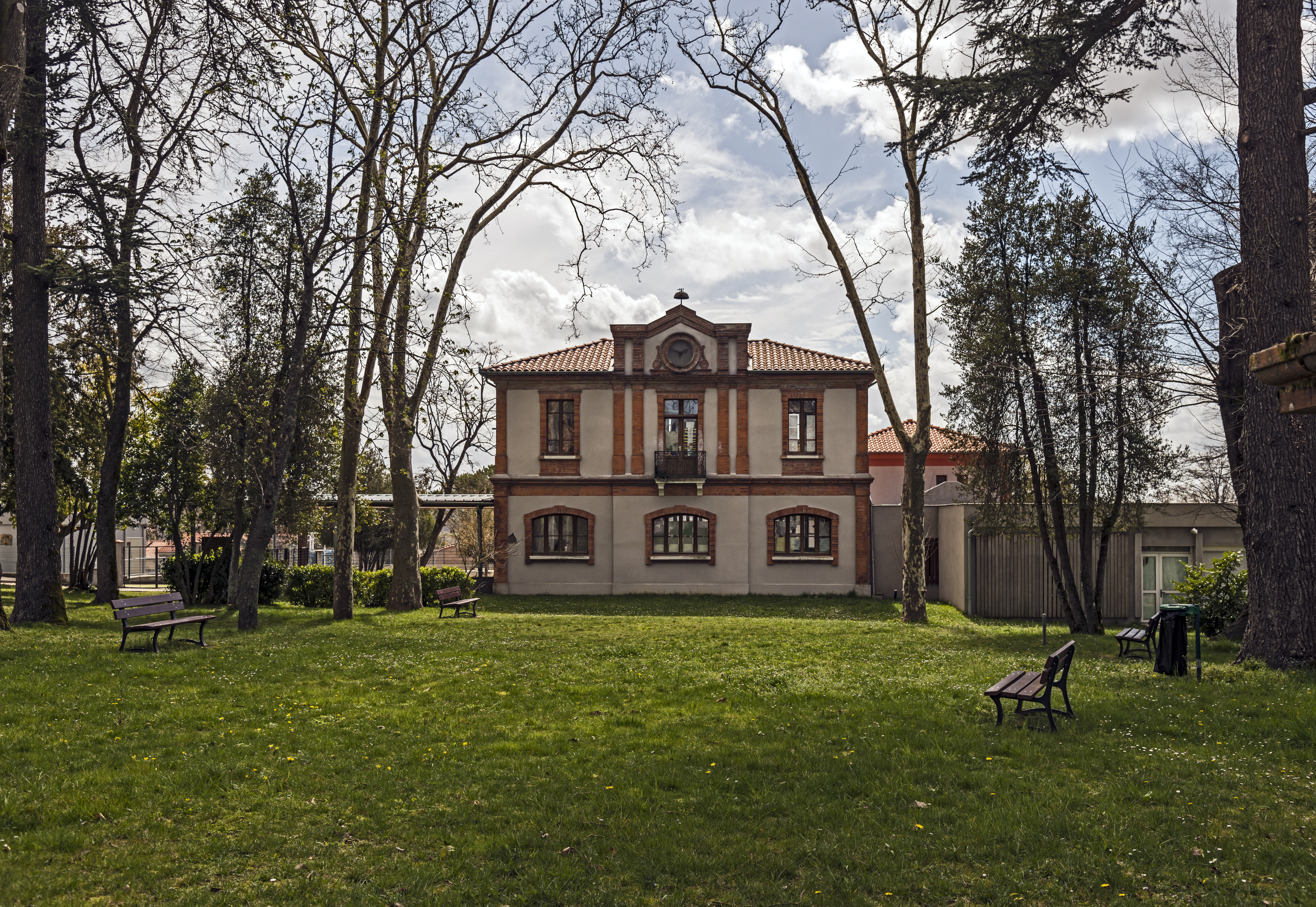
Szkoła